# Denis Mensjov
Denis Nikolajevitsj Mensjov (Russisch: Денис Николаевич Меньшов) (Orjol, 25 januari 1978) is een Russisch voormalig wielrenner. Hij stond vooral bekend als een goede klassementsrenner.

## Biografie
Sinds 2000 is Mensjov professional, in dat jaar tekende hij voor de Banesto-ploeg van José Miguel Echevarri. Zijn eerste succes kwam in 2001, toen hij de Ronde van de Toekomst op zijn naam wist te schrijven. Het jaar erop won hij een etappe in en het bergklassement van de Dauphiné Liberé. In 2003 zegevierde hij in de Clasica los Puertos. Daarnaast werd hij elfde in de Ronde van Frankrijk en won hij het jongerenklassement.
Het laatste seizoen dat hij voor Banesto fietste, in 2004, was zijn succesvolste. Hij won een etappe in en het eindklassement van de Ronde van het Baskenland, een etappe in de Ronde van Aragon, een etappe in Parijs-Nice en de vijfde etappe in de Ronde van Spanje, die van Zaragoza naar Morella ging. Het was zijn laatste seizoen voor Illes Balears (het voormalige Banesto), omdat hij in september 2004 door de Rabobank gecontracteerd werd, in eerste instantie voor een periode van twee jaar. Hij werd daar kopman, als opvolger van Levi Leipheimer.
In dienst van de Rabobankploeg verliep de Ronde van Frankrijk 2005 teleurstellend door een verkoudheid. Later in het seizoen kwam hij beter in vorm. Hij won de proloog van, en de negende etappe in de Ronde van Spanje en reed lange tijd in de gouden leiderstrui. In de vijftiende etappe verloor hij echter Roberto Heras uit het oog tijdens een afdaling. Nadat deze laatste schuldig bevonden werd aan het gebruik van het dopingmiddel epo tijdens de voorlaatste rit, werd Mensjov alsnog tot eindoverwinnaar uitgeroepen. Het was voor het eerst in haar bestaan dat de Rabobank-wielerploeg een grote wielerronde op haar conto kon schrijven. Deze overwinning werd in 2011 teruggedraaid, nadat een rechtbank in Vallodolid de schorsing van Heras terugdraaide.
In 2006 reed Mensjov in de Tour de France ook sterk. Hij won de koninginnenrit in de Pyreneeën naar Pla de Beret. In 2007 stapte hij uit eigen beweging uit de Tour de France, nadat de Rabobank-ploeg had besloten om geletruidrager Michael Rasmussen te ontslaan. De Ronde van Spanje van dat jaar wist Mensjov te winnen, evenals het bergklassement en het combinatieklassement in dezelfde ronde.
In 2009 won hij het eindklassement van de Ronde van Italië en behaalde in dezelfde ronde twee etappezeges. In de slottijdrit in Rome ging Mensjov nog in de laatste kilometer onderuit op het natte wegdek, maar behield de roze trui die hij reeds vanaf de twaalfde etappe om zijn schouders droeg. Na de Giro wordt zijn naam genoemd bij een Oostenrijks dopingschandaal rondom Humanplasma. Mensjov ontkende betrokkenheid en werkte vrijwillig mee aan onderzoeken van de Oostenrijkse justitie. In de Ronde van Frankrijk presteerde Mensjov onder verwachting. Al in de openingstijdrit verloor hij meer dan een minuut op de concurrentie. Drie weken vol valpartijen later beëindigde de Rus de Tour als 51e.
In 2010 presteerde Mensjov in de Tour de France weer goed, haast geruisloos reed hij naar een derde plaats in het eindklassement, na de toen ongenaakbare Alberto Contador en Andy Schleck en voor Samuel Sanchez.
In 2011 kende de Mensjov een minder seizoen. Zijn team Geox werd niet uitgenodigd voor de Tour de France. Mensjov reed de Giro en de Vuelta, waarin hij respectievelijk 8ste en 5de werd.
In 2012 ging Mensjov voor Katjoesja rijden. Na een matig seizoensbegin won hij in de Vuelta de prestigieuze 20e etappe op de Bola del Mundo. 
In mei 2013 stopte Mensjov met wielrennen, naar eigen zeggen wegens knieproblemen. In juli 2014 bleek dat de UCI Mensjov in april 2013 voor twee jaar had geschorst wegens afwijkende bloedwaarden. De afwijkingen waren geconstateerd in de Ronden van Frankrijk van 2009, 2010 en 2012; Mensjovs resultaten in die Ronden werden dan ook geschrapt.

## Belangrijkste overwinningen
1998
- Eindklassement Ronde van de Isard (U23)

2001
- Ronde van de Toekomst

2002
- 2e etappe Dauphiné Liberé

2003
- 2e etappe Ronde van Castilië en León
- Jongerenklassement Ronde van Frankrijk
- Clásica a los Puertos de Guadarrama

2004
- 4e etappe Ronde van het Baskenland
- Eindklassement Ronde van het Baskenland
- 1e etappe Ronde van Aragon
- 6e etappe Parijs-Nice
- 5e etappe Ronde van Spanje

2005
- Proloog Ronde van Spanje
- 9e etappe Ronde van Spanje
- Combinatieklassement Ronde van Spanje

2006
- 4e etappe Dauphiné Libéré
- 11e etappe Ronde van Frankrijk

2007
- 5e etappe Ronde van Catalonië
- 10e etappe Ronde van Spanje
- Bergklassement Ronde van Spanje
- Combinatieklassement Ronde van Spanje
- Eindklassement Ronde van Spanje

2009
- Eindklassement Ronde van Murcia
- 5e en 12e etappe Ronde van Italië
- Eindklassement Ronde van Italië

2011
- 2e etappe Ronde van Murcia

2012
- Russisch kampioen tijdrijden, Elite
- 20e etappe Ronde van Spanje

## Resultaten in voornaamste wedstrijden
| Jaar | Ronde van Italië | Ronde van Frankrijk | Ronde van Spanje |
| ---- | ---------------- | ------------------- | ---------------- |
| 2001 |                  | 47e                 |                  |
| 2002 |                  | 93e                 |                  |
| 2003 |                  | 11e                 |                  |
| 2004 |                  | opgave              | opgave (1)       |
| 2005 |                  | 85e                 | ↑ (2) *          |
| 2006 |                  | 5e (1) **           | opgave           |
| 2007 |                  | opgave              | ↑ (1)            |
| 2008 | 5e               | ↑ ***               |                  |
| 2009 | ↑ (2)            | 51e                 |                  |
| 2010 |                  | ↑ ****              | 39e              |
| 2011 | 7e               |                     | 5e               |
| 2012 |                  | 15e                 | 54e (1)          |

| Jaar | Amstel Gold Race | Luik-Bast.‑Luik | Waalse Pijl | Clásica San Sebastián |  | WK op de weg |  | Wereldranglijsten |
| ---- | ---------------- | --------------- | ----------- | --------------------- |  | ------------ |  | ----------------- |
| 2001 |                  | opgave          | 68e         |                       |  |              |  |                   |
| 2002 |                  | 92e             | 77e         | 140e                  |  |              |  |                   |
| 2003 | opgave           |                 |             |                       |  | 53e          |  |                   |
| 2004 |                  | 15e             |             | 76e                   |  |              |  |                   |
| 2005 |                  |                 |             | 18e                   |  | 24e          |  | 14e (UPT)         |
| 2006 |                  |                 |             | 15e                   |  |              |  | 28e (UPT)         |
| 2007 |                  |                 |             |                       |  | 47e          |  | 6e (UPT)          |
| 2008 |                  | 94e             |             | 6e                    |  |              |  | 29e (UPT)         |
| 2009 |                  |                 |             | 83e                   |  |              |  | 15e (UWK)         |
| 2010 |                  | 47e             |             |                       |  |              |  | 17e (UWK)         |
| 2011 |                  |                 |             | 32e                   |  |              |  |                   |
| 2012 |                  |                 |             |                       |  |              |  |                   |

* = In de Vuelta van 2005 werd Mensjov oorspronkelijk tweede, door de diskwalificatie van Roberto Heras ontving hij na twee maanden alsnog de beker. In 2011 werd Heras alsnog uitgeroepen tot winnaar. Echter, volgens de UCI en organisatoren is Mensjov officieel winnaar gebleven.
** = In de Tour van 2006 werd Mensjov zesde, door de diskwalificatie van Floyd Landis schoof hij op naar de vijfde plek.
*** = In de Tour van 2008 werd Mensjov vierde, maar de nummer 3 van het algemeen klassement, Bernhard Kohl, werd uit de uitslagen geschrapt wegens dopinggebruik.
**** = In de Tour van 2010 werd de nummer 1 van het algemeen klassement, Alberto Contador, uit de uitslagen geschrapt wegens dopinggebruik. Mensjov was aanvankelijk derde, werd als tweede geklasseerd, maar ook zijn uitslag werd geschrapt.

## Schrijfwijze
In de Nederlandse media komen drie spellingen van de naam Mensjov voor: Mensjov, Mentsjov en Menchov. Volgens de officiële transcriptie wordt de ш in Меньшов in het Nederlands weergegeven als sj, omdat dat een gelijkwaardige klank heeft. Engelsen noteren die klank als 'sh' (sharp); Fransen als 'ch' (charmant).
Vaak, maar niet altijd, hanteert de Russische overheid de Franse transcriptie in het reispaspoort van haar burgers: Menchov (uitspraak: Mensjov). Engelstaligen spreken die ch uit als tsj (church). Nederlandstaligen zonder kennis van het Russisch die deze incorrecte Engelse transcriptie volgen, nemen aan dat de naam Mentsjov luidt, maar dat is niet in lijn met de officiële transcriptie: Mensjov.
Wielerploegen van Denis Mensjov
Arrieta ·
Baranowski ·
Barbosa ·
Benito ·
Brożyna ·
Bruseghin ·
García ·
Garmendia ·
E. Jiménez ·
J. M. Jiménez ·
Lastras ·
Latasa ·
Mancebo ·
Mensjov ·
Navas ·
Odriozola ·
A. Osa ·
U. Osa ·
Piepoli ·
Rodrigues ·
Solaun ·
Zülle ·
Bru (stagiair) ·
Gil (stagiair) ·
Zandio (stagiair) 
Arrieta ·
Baranowski ·
Barbosa ·
Benito ·
Blanco ·
Brożyna ·
Bruseghin ·
Domínguez ·
A. García ·
J. V. García ·
Gil ·
E. Jiménez ·
J. M. Jiménez ·
Lastras ·
Latasa ·
Mancebo ·
Mensjov ·
Mercado ·
Navas ·
Odriozola ·
A. Osa ·
U. Osa ·
Pascual ·
Piepoli ·
Plaza ·
Solaun ·
Vila ·
Zandio
Arrieta ·
Baranowski ·
Blanco ·
Brożyna ·
Bruseghin ·
Flecha ·
A. García ·
J. V. García ·
Gil ·
Gutiérrez ·
E. Jiménez ·
J. M. Jiménez ·
Lastras ·
Latasa ·
Mancebo ·
Mensjov ·
Mercado ·
Navas ·
Odriozola ·
A. Osa ·
U. Osa ·
Pascual ·
Piepoli ·
Plaza ·
Vila ·
Zandio
Arrieta ·
Flecha ·
García ·
Gutiérrez ·
Jiménez ·
Karpets ·
Lastras ·
López ·
Mancebo ·
Mateos ·
Mensjov ·
Mercado ·
Odriozola ·
A. Osa ·
U. Osa ·
Pascual ·
Petrov ·
Piepoli ·
Plaza ·
Zandio
Arrieta ·
Becke ·
Colom ·
Gálvez ·
García ·
Gutiérrez ·
Horrach ·
Karpets ·
Lastras ·
López ·
Mancebo ·
Mensjov ·
Navas ·
A. Osa ·
U. Osa ·
Pradera ·
Radochla ·
Reynés ·
Tauler ·
Zandio
den Bakker ·
Boogerd ·
Boven ·
E. Dekker ·
T. Dekker ·
Eltink ·
Freire  · 
de Groot ·
Hayman · 
Horrillo ·
de Jongh ·
Kolobnev ·
Kroon ·
Löwik ·
Mensjov ·
Mutsaars ·
Niermann ·
Posthuma ·
Rasmussen ·
Scheuneman ·
Sentjens ·
Sutherland (tot 30/09) ·
Vastaranta ·
Veneberg ·
Wauters ·
Weening ·
Wielinga
Ardila ·
Boogerd ·
Boven ·
Brown ·
E. Dekker ·
T. Dekker ·
Eltink ·
Flecha ·
Freire · 
de Groot ·
Hayman · 
Horrillo ·
Kolobnev ·
Löwik ·
de Maar ·
Mensjov ·
Niermann ·
Posthuma ·
Rasmussen ·
Reus ·
Scheuneman ·
Sentjens ·
Vastaranta ·
Veneberg ·
Walker ·
Wauters ·
Weening
Ardila ·
van Bon ·
Boogerd ·
Boven ·
Brown ·
Dekker ·
Eltink ·
Flecha ·
Flens ·
Freire · 
Gesink ·
de Groot ·
Hayman · 
van Heeswijk ·
Horrillo ·
Kozontsjoek ·
Langeveld ·
Löwik ·
de Maar ·
Mensjov ·
Moerenhout ·
Niermann ·
Posthuma ·
Rasmussen (tot 31/07) ·
Reus ·
Veneberg ·
Walker ·
Weening
Ardila ·
Boven (tot 16/04) ·
Brown ·
ten Dam ·
Dekker (tot 14/08) ·
Elijzen ·
Eltink ·
Flecha ·
Flens ·
Freire · 
Gesink ·
de Groot ·
Hayman · 
Horrillo ·
Kozontsjoek ·
Langeveld ·
Leezer ·
Löwik ·
de Maar ·
Martens ·
Mensjov ·
Moerenhout ·
Mollema ·
Niermann ·
Posthuma ·
Reus ·
Tankink ·
Walker ·
Weening ·
van Emden (stagiair) 
Ardila ·
Boom ·
Brown ·
Clement ·
ten Dam ·
van Emden ·
Flecha ·
Flens ·
Freire · 
Gárate ·
Gesink ·
de Groot ·
Hayman · 
Horrillo ·
Kozontsjoek ·
Langeveld ·
Leezer ·
de Maar ·
Martens ·
Mensjov ·
Moerenhout ·
Mollema ·
Niermann ·
Nuyens ·
Posthuma ·
Reus ·
Stamsnijder ·
Tankink ·
Tjallingii ·
Weening
Ardila ·
Boom ·
Brown ·
Clement ·
ten Dam ·
van Emden ·
Flens ·
Freire · 
Gárate ·
Gesink ·
Kozontsjoek ·
Kruijswijk ·
Langeveld ·
Leezer ·
Martens ·
Mensjov ·
Moerenhout ·
Mollema ·
Niermann ·
Nuyens ·
Posthuma ·
Reus (tot 31/08) ·
Stamsnijder ·
Tankink ·
Tjallingii ·
Weening ·
van Winden · 
Bol (stagiair)
Alberio · 
Ardila · 
Blanco ·
Brändle · 
Cheula · 
Cobo ·
Colli · 
Corti · 
de la Fuente · 
Duarte · 
Durán · 
Felline ·
Florencio ·  
Gianetti · 
Gutiérrez Gutiérrez · 
Kozontsjoek · 
Kump · 
Mensjov · 
Pelucchi · 
Ratto · 
Sastre · 
Valls · 
Wyss
Belkov · 
Broett · 
Caruso ·
Florencio ·
Freire ·
Galimzjanov (tot 15/04) ·
Goesev ·
Haller ·
Horrach · 
Ignatenko · 
Ignatjev · 
Isajtsjev ·
Koetsjynski ·
Kolobnev ·
Kristoff ·
Kritski ·
Losada · 
Mensjov ·
Moreno ·   
Paolini · 
Porsev ·  
Rodríguez · 
Selig ·
Smukulis · 
Špilak · 
Tsatevitsj · 
Trofimov ·
Vantomme ·
Vicioso · 
Vorganov ·
Koeznetsov (stagiair) ·
Vorobjov (stagiair) ·
Zakarin (stagiair)
Belkov · 
Broett · 
Caruso ·
Florencio ·
Goesev ·
Haller · 
Ignatenko · 
Ignatjev · 
Isajtsjev ·
Koetsjynski ·
Koeznetsov ·
Kolobnev ·
Kozontsjoek ·
Kristoff ·
Kritski ·
Losada · 
Mensjov (tot 19/05) ·
Moreno ·   
Paolini · 
Porsev ·  
Rodríguez · 
Selig ·
Smukulis · 
Špilak · 
Tsatevitsj · 
Tsjernetski ·
Trofimov ·
Vicioso · 
Vorganov ·
Vorobjov ·
Antonov (stagiair) ·
Razoemov (stagiair) ·
Nikolajev (stagiair) 